# Стою Льондев
Стою Льондев е български революционер, деец на Вътрешната македонска революционна организация (обединена).

## Биография
Стою Льондев е роден на 20 април 1910 година в сярското село Дутлия, тогава в Османската империя, днес в Гърция. През 1913 година семейството му емигрира в Неврокоп, където Стою Льондев завършва педагогическото училище. Учителства в селата Леска и Средна. След 1925 година се включва в дейността на ВМРО (обединена) и същевременно членува в РМС. През 1935 година е арестуван и измъчван. Умира на 18 юни 1936 година в Софийския централен затвор от туберкулоза. 